# Bolesław Chwaściński

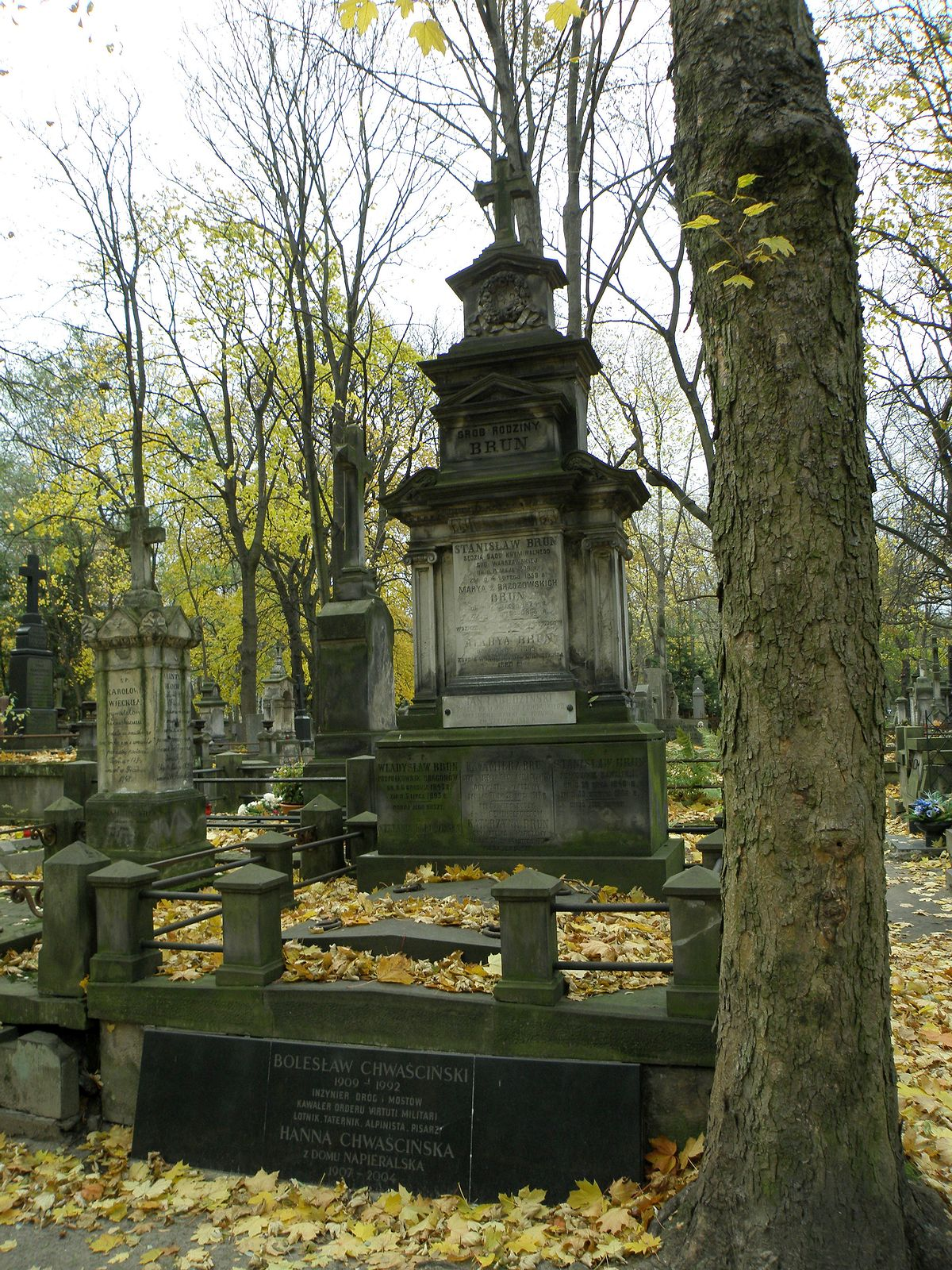
Grób Chwaścińskiego na Starych Powązkach

Bolesław Chwaściński (ur. 6 września 1909 w Warszawie, zm. 25 grudnia 1992 w Warszawie) – polski inżynier specjalista z dziedziny budowy dróg i mostów, lotnik, taternik, alpinista, pisarz, wykładowca Politechniki Warszawskiej.

## Życiorys
Urodził się jako syn inżyniera komunikacji Edmunda Chwaścińskiego i Jadwigi z domu Brun. W roku 1920 w czasie wojny polsko-bolszewickiej był gońcem w warszawskim szpitalu polowym. W roku 1927 uzyskał świadectwo dojrzałości w Prywatnym Gimnazjum Męskim Sukcesorów Ludwika Lorentza w Warszawie przy ul. Brackiej 18, a następnie w latach 1928–1935 studiował na Wydziale Inżynierii Politechniki Warszawskiej, uzyskując dyplom inżyniera dróg i mostów. Po studiach odbył roczną służbę wojskową w Szkole Podchorążych Rezerwy Lotnictwa w Dęblinie i dnia 1 stycznia 1938 r. otrzymał promocję na stopień podporucznika obserwatora rezerwy. Pracę rozpoczął w Biurze Konstrukcyjnym Departamentu Dróg Kołowych Ministerstwa Komunikacji, m.in. brał udział w projektowaniu stalowego mostu przez Wisłę w Płocku. Od czerwca 1937 r. pracował w Towarzystwie Robót Kolejowych i Budowlanych „Tor” jako zastępca kierownika budowy linii kolejowej Częstochowa–Siemkowice, gdzie nadzorował budowę wszystkich mostów na tej linii. W 1939 wyjechał na kontrakt do Afganistanu i budował pierwsze w tym kraju nowoczesne drogi oraz mosty, m.in. kierował budową drogi z Kabulu do Dżalalabadu, w 1940 zrezygnował z kontraktu.
W kwietniu 1941 roku wstąpił do Polskich Sił Powietrznych w Wielkiej Brytanii, trafił na przeszkolenie i w październiku 1941 roku ze swoją załogą został przydzielony do 301 dywizjonu bombowego „Ziemi Pomorskiej”, gdzie brał udział w lotach bojowych. W październiku 1942 roku Chwaściński został odkomenderowany do brytyjskiego 5002 Airfield Construction Squadron (dywizjon budowy lotnisk), potem m.in. do Inspektoratu Sił Powietrznych w Londynie. W czasie pobytu w Wielkiej Brytanii wspinał się w górach Szkocji i Walii, napisał też słownik i gramatykę języka farsi-kabuli, powszechnie używanego w Afganistanie (który służył Polakom aż do 1989). Zdemobilizowany w polskim stopniu kapitana i brytyjskim flight lieutenanta. Za walkę odznaczony został Krzyżem Srebrnym Orderu Wojennego Virtuti Militari (nr 9469) oraz trzykrotnie Krzyżem Walecznych.
W maju 1946 przybył do Polski i w czerwcu tego roku przystąpił do pracy, budując m.in. linię kolejową Tomaszów Mazowiecki–Radom, Skierniewice–Łuków wraz z mostem kolejowym w Górze Kalwarii. W 1953 rozpoczął pracę na Politechnice Warszawskiej, w 1965 uzyskując tytuł doktora nauk technicznych. W latach 1955–1956 wspinał się górach w Arabii Saudyjskiej, Jordanii i Syrii przy okazji swojej pracy w tym regionie, brał udział w wyprawach w Kaukaz, Hindukusz, a w latach 1966–1968 wykładał i kierował pracami dyplomowymi z budowy dróg w College of Engineering na Uniwersytecie w Mosulu w Iraku.
Po przejściu w 1975 r. na emeryturę pisał książki z historii polskiego drogownictwa, do „Słownika Biograficznego Techników Polskich” opracował ponad tysiąc biogramów, zbierał także materiały o taternikach i publikował książki o górach. W latach 1976–1981 był członkiem Rady Naukowej Instytutu Historii Nauki, Oświaty i Techniki Polskiej Akademii Nauk, a w latach 1977–1979 był członkiem Zarządu Głównego Towarzystwa Przyjaciół Warszawy.
Zmarł w 1992 roku. Został pochowany w rodzinnym grobowcu na Starych Powązkach (kwatera D-5-28/29).

## Taternictwo i alpinizm
Jedną z pasji Chwaścińskiego były góry – już w wieku 15 lat zajmował się taternictwem. Pierwszymi jego partnerami byli szkolni koledzy: Wiesław Stanisławski i Justyn Wojsznis, później Chwaściński wspinał się m.in. z Tadeuszem Bernadzikiewiczem, Antonim Kenarem i Wiktorem Ostrowskim. W latach poprzedzających II wojnę światową należał do czołówki polskich wspinaczy.
Od 1929 był członkiem Polskiego Towarzystwa Tatrzańskiego. Brał udział w wyprawach w Alpy w 1932, w 1934 w marokański Atlas Wysoki, w Kaukaz w 1935 i 1957 r. oraz w góry Afganistanu. W czasie II wojny światowej wspinał się w Szkocji, Anglii i Walii, po jej zakończeniu kontynuował uczestnictwo w licznych ekspedycjach. W latach 1955–1956 był w arabskich górach Dżabal al-Hidżaz, wszedł też na Hermon (Dżabal asz-Szajch), najwyższy wierzchołek Antylibanu (2814 m), a w 1968 na Ararat w Turcji (5156 m). Podczas drugiej wyprawy w Kaukaz zdobył Elbrus (5595 m). Organizował I polską wyprawę w Hindukusz w 1960, był jej kierownikiem.
Był aktywnym działaczem Klubu Wysokogórskiego, w którym w 1960 r. otrzymał godność członka honorowego, a następnie Polskiego Związku Alpinizmu.

### Osiągnięcia taternickie
- 1929 – pierwsze wejście lewym filarem północno-wschodniej ściany Rumanowego Szczytu, z Wojsznisem i Stanisławskim,
- 1930 – samotne wejście południową ścianą Zamarłej Turni,
- 1932 – pierwsze wejście środkiem północno-wschodniej ściany Rumanowego Szczytu,
- 1932 – pierwsze wejście środkiem północnej ściany Małego Kieżmarskiego Szczytu,
- 1934 – drugie wejście zimowe na Śnieżny Szczyt[8].

### Niektóre ważniejsze publikacje taternickie
- Karol Englisch, legenda i fakty. Taternik nr 2/1973, s. 65–74.
- Z dziejów taternictwa. O górach i ludziach, Sport i Turystyka, Warszawa, wyd. I 1980, wyd. II 1988.
- Ku niezdobytym szczytom, Sport i Turystyka, Warszawa 1987.